# Mauricio Muller
Mauricio Waldemar Muller (Doblas, 20 oktober 1981) is een Argentijns wielrenner die anno 2018 rijdt voor Sindicato de Empleados Públicos de San Juan.

## Carrière
In 2012 was Muller een van de drie Argentijnen die waren geselecteerd voor de wegwedstrijd op het wereldkampioenschap. Hij reed de wedstrijd echter, net als zijn landgenoten Maximiliano Richeze en Josué Moyano, niet uit.
In 2017 won Muller, na eerder al vierde, vijfde en zevende te zijn geworden, het nationale kampioenschap tijdrijden: in San Luis was hij zeventien seconden sneller dan Emiliano Ibarra.

## Overwinningen
2017
 Argentijns kampioen tijdrijden, Elite

## Resultaten in voornaamste wedstrijden
| Jaar |  | WK op de weg |
| ---- |  | ------------ |
| 2012 |  | opgave       |

## Ploegen
- 2015 –  Sindicato de Empleados Públicos de San Juan
- 2016 –  Sindicato de Empleados Públicos de San Juan
- 2017 –  Sindicato de Empleados Públicos de San Juan
- 2018 –  Sindicato de Empleados Públicos de San Juan

Álvarez · Barrientos · Biondo · Díaz · Dotti · Ibarra · Javier · Muller · Najar · Olmos · Pérez · Quiroga · Rodríguez · Silva · Toloza